# Shahrestānul Dalahu
Shahrestānul Dalahu (în persană Ŝāhrestāne Dālāhu) este un județ din provincia Kermanshah din Iran. Capitala județului este Kerend-e Gharb. A fost separat de județul Eslamabad-e Gharb în 2004. La recensământul din 2006, populația județului era de 42.310 de locuitori, în 9.665 de familii.  Județul este subdivizat în două districte: districtul central și districtul Gahvareh. Județul are trei orașe: Kerend-e Gharb, Shahrak-e Rijab și Gahvareh.